# Лионский трамвай
Лио́нский трамва́й (фр. Tramway de Lyon) — трамвайная сеть французского города Лиона. Открыта в 2001 году взамен ликвидированной в 1957 году старой трамвайной системы. По состоянию на июль 2021 года насчитывает семь линий, а также не входящая в общую нумерацию линия трамвая в аэропорт Сент-Экзюпери.

## Историческая трамвайная сеть (1880—1957)

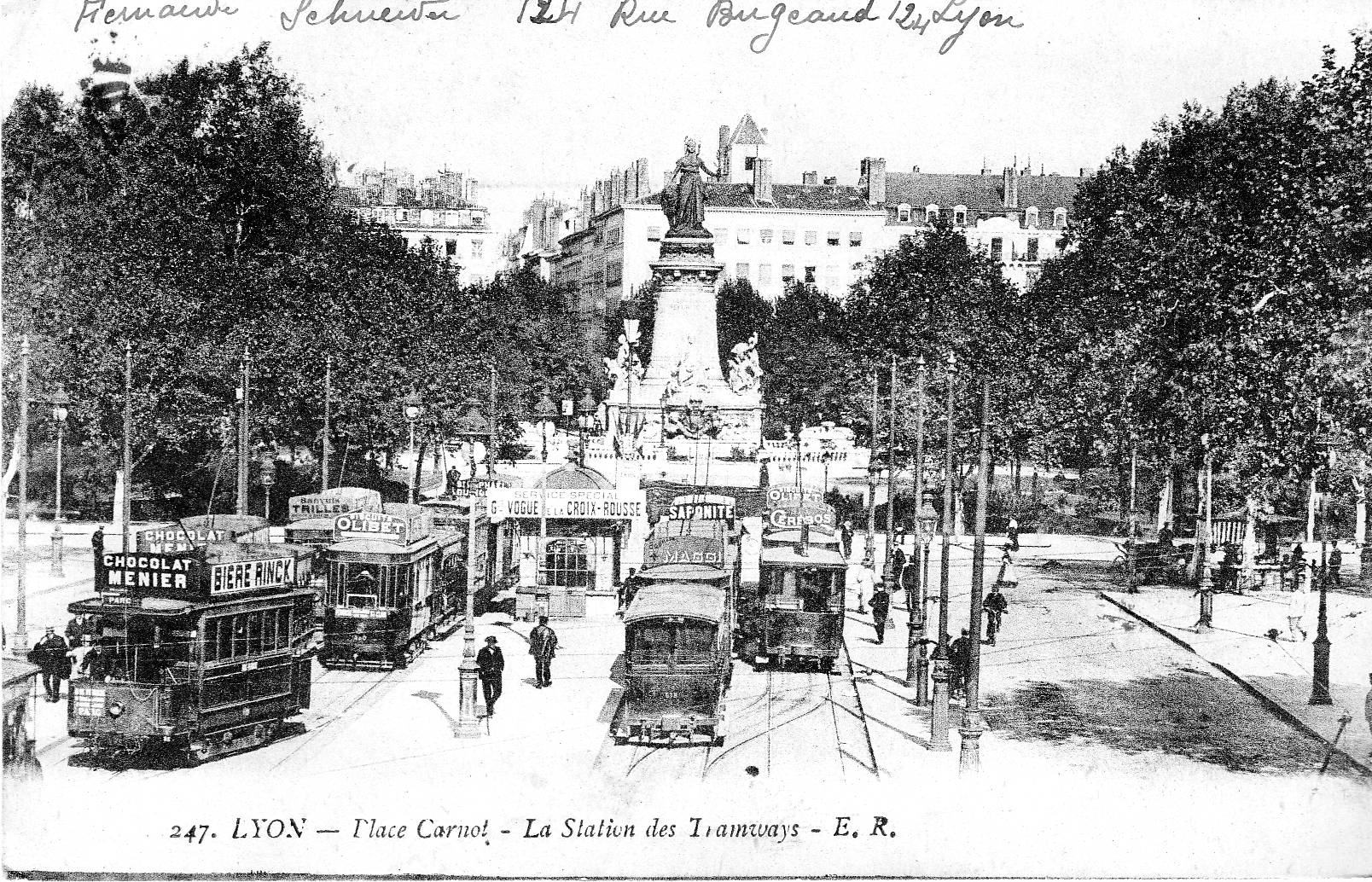
Трамвайная станция на площади Карно в начале XX века.

Трамвайная станция перед железнодорожным вокзалом Бротто. Хорошо виден 3-рельсовый путь (1908—1912).

В 1879 году при государственной концессии была создана Лионская компания омнибусов и трамваев (фр. Compagnie des Omnibus et tramways de Lyon (OTL)), открывшая 11 октября 1880 года первую линию на конной тяге. К концу 1881 года действовало уже десять линий, которые понемногу были электрифицированы (последняя конная линия исчезла в 1901 году). В первые десятилетия существования лионского трамвая одновременно с OTL работали ещё несколько конкурирующих компаний: Трамвайная компания Экюйи, Лионская трамвайная компания, Компания Фурвьер—западный Лион и Компания электрического трамвая Лион—Круа-Русс—Калюир, однако к 1914 году все они были поглощены OTL. Максимального развития трамвайная система достигла в промежутке между 1916 и 1935 годами, когда в Лионе и пригородах работали 36 линий (включая 2 пригородные, не входившие в общий перечень маршрутов). Особенностью той трамвайной системы было наличие колеи одновременно двух ширин: метровой и стандартной. Это было вызвано тем, что первоначально линии прокладывали несколько независимых друг от друга компаний, использовавших разный подвижной состав. Причём, иногда по одной и той же улице ходили трамваи с разной колеёй — в таких случаях строились пути с тремя рельсами.
При создании трамвайных маршрутов, пути размещались посередине улицы, никак не отделяясь от остальной проезжей части. При относительно невысоком уличном движении конца XIX—начала XX века это не представляло собой большой проблемы, однако со временем такое расположение стало приводить к снижению скорости движения трамваев и увеличению вероятности ДТП. Со второй половины 1930-х годов перед многими европейскими городами стал выбор: модернизировать трамвайную сеть или отказаться от неё в пользу автобусов и личного автотранспорта. К сожалению, Лион пошёл по второму пути — количество трамвайных линий стало сокращаться, и последняя из них была закрыта 30 июня 1957 года. Из 36 существовавших на пике развития трамвайной сети маршрутов, 29 сегодня повторяются линиями автобусов и троллейбусов.

## Современная трамвайная сеть (с 2001)
К 1970-м годам правительству города становится окончательно понятно, что ставка на автобусы и личные автомобили себя не оправдала. В середине 1970-х годов Государственный секретарь по вопросам транспорта Марсель Кавайе вносит в правительство предложение о создании в 8 крупнейших французских городах трамвайных сетей. При поддержке государства начинается строительство метрополитена, первые 3 линии которого открываются 2 мая 1978 года. При всех достоинствах метрополитена, однако, у него есть два существенных недостатка: сроки строительства и стоимость. Поэтому, в 1980-х годах власти Лиона начинают рассматривать план дополнения линий метрополитена легкорельсовым транспортом — в частности, предлагается создание в городе метротрама, который будет идти по туннелям в центре города и выходить на поверхность на окраинах и в пригородах. Однако, этим планам не было суждено сбыться.
На прошедших в 1995 году выборах мэра Лиона побеждает Раймон Барр. Одновременно с этим во Франции принимается закон, согласно которому любая агломерация с населением более 100 000 человек должна иметь свой план городских пассажирских перевозок. В 1995—1997 годах такой план разрабатывается и для Большого Лиона. Согласно плану, в городе и пригородах должны существовать 11 пассажирских линий (включая существующие линии метро). В 1997—1998 годах наконец принимается решение о строительстве двух первых трамвайных линий.
Работы по строительству начинаются в октябре 1998 года. Первые рельсы укладываются 7 апреля 1999 года. 18—29 марта макет будущей трамвайной сети представлен на Лионской ярмарке. Городское правительство изо всех сил подгоняет строителей, чтобы запустить трамвайную систему до выборов, которые запланированы на весну 2001 года. В результате первые 18,7 км путей оказываются уложены и готовы к эксплуатации к июню 2000 года. Впервые полностью низкопольный трамвай Alstom Citadis 302 представлен публике 13 июля. Однако больше полугода продолжались доводка и испытания линий и составов (так, трамваи должны пройти без пассажиров по 15 000 км для того, чтобы получить сертификацию). Наконец, 2 января 2001 года — после перерыва в 44 года, 11 месяцев и 4 дня — 2 первые линии T1 и T2 начали работать.
C 2003 по 2021 год были введены в строй ещё 5 линий (с нумерацией от T3 до T7), продлены линии T1 и T2, а также специальная трамвайная линия Ронэкспресс, которая связала центр города с расположенным примерно в 25 км аэропортом Сент-Экзюпери (последняя управляется отдельной компанией, на ней не действуют условия и билеты других линий).

### Маршруты

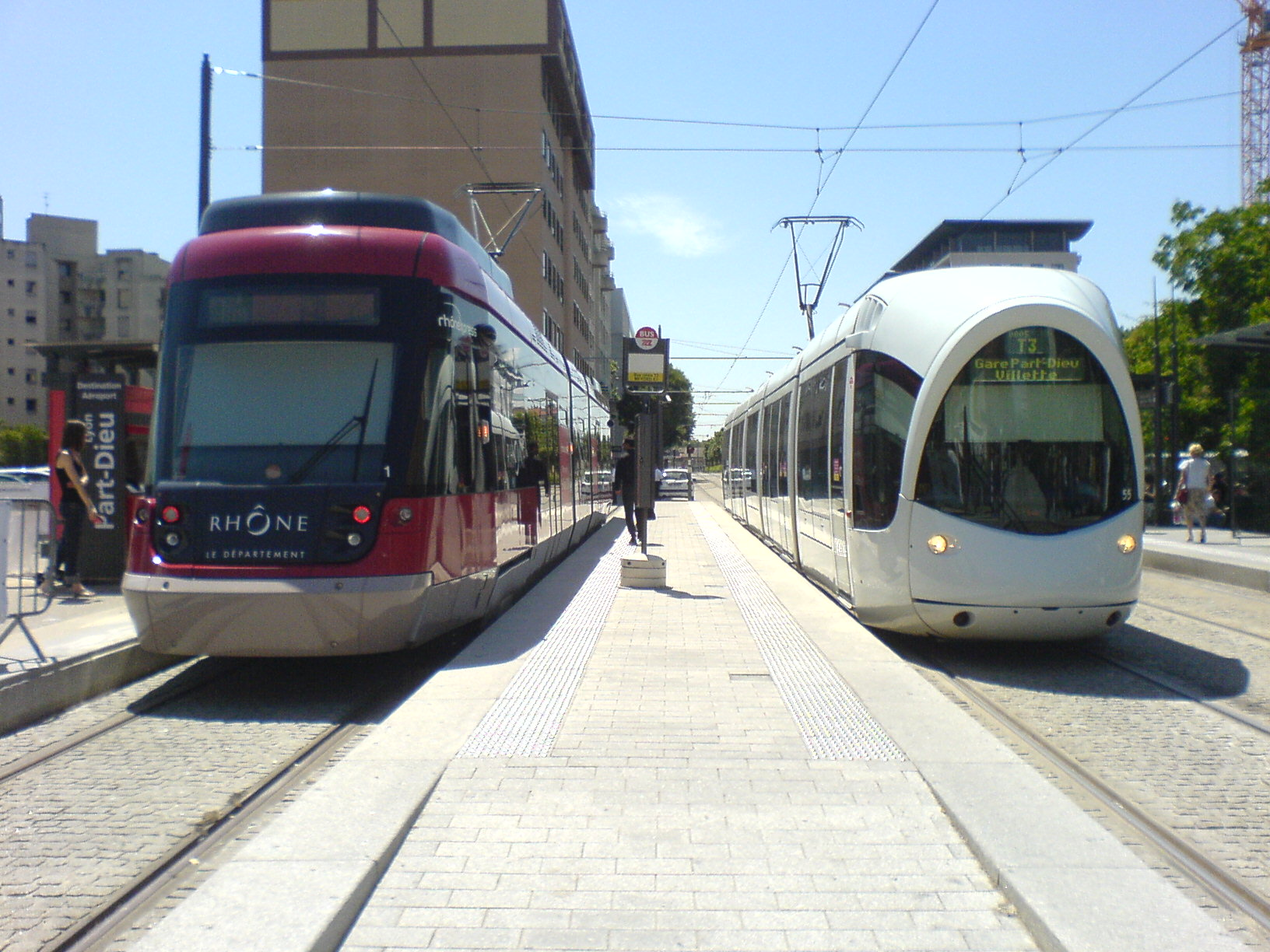
Ронэкспресс и T3

| Линия        | Дата открытия | Маршрут | Длина    | Ост. | Время    | Подвижной состав   |              |
| ------------ | --- | --- | -------- | ---- | -------- | ------------------ | ------------ |
|              | 2 января 2001 (открытие) 12 сентября 2005 (продление до Монроше) 19 февраля 2014 (продление до Дебура)                               | Дебур (Debourg) Отель де Режьон — Монроше (Hôtel de Région—Montrochet) Перраш (Perrache) Гийотьер — Габриель Пери (Guillotière—Gabriel Péri) Пар-Дьё (Part-Dieu) Шарпен — Шарль Эрню (Charpennes—Charles Hernu) Ла Дуа—Гастон Берже (La Doua—Gaston Berger) И. Ю. Т. Фессин (I.U.T. Feyssine)                            | 11,7 км  | 27   | 45 минут | Alstom Citadis 302 | [ 8 ] [ 2 ]  |
|              | 2 января 2001 (открытие) 27 октября 2003 (продление до Сен-Приест — Бель Эр), 24 марта 2021 (продление до Отель де Режьон — Монроше) | Отель де Режьон — Монроше (Hôtel de Région - Montrochet) Перраш (Perrache) Жан Масе (Jean Macé) Жет д’О — Мендес Франс (Jet d'Eau—Mendès France) Гранж Бланш (Grange Blanche) Парийи — Юниверсите — Ипподром (Parilly—Université—Hippodrome) Порт дез Альп (Porte des Alpes) Сен-Приест — Бель Эр (Saint-Priest—Bel Air) | 14,9 км  | 32   | 45 минут | Alstom Citadis 302 | [ 9 ] [ 2 ]  |
|              | 4 декабря 2006 (открытие) 10 июня 2014 (продление до Мезьё — Ле Панетт)                                                              | Гар Пар-Дьё —Виллетт (Gare Part-Dieu—Villette) Гар де Вилёрбанн (Gare de Villeurbanne) Во-ан-Велен — Ла Суа (Vaulx-en-Velin La Soie) Десин — Гран Ларж (Décines Grand Large) Мезьё Зон Индюстриель (Meyzieu Zone Industrielle) или Мезьё — Ле Панетт (Meyzieu — Les Panettes)                                            | 14,82 км | 11   | 26 минут | Alstom Citadis 402 | [ 10 ] [ 2 ] |
|              | 20 апреля 2009 (открытие) 2 сентября 2013 (продление до Опиталь Фезен)                                                               | Опиталь Фезен — Венисьё (Hôpital Feyzin—Vénissieux) Гар де Венисьё (Gare de Vénissieux) Жет д’О — Мендес Франс (Jet d'Eau—Mendès France) Манюфактюр — Монлюк (Manufacture—Monluc) Гар Пар-Дьё — Виллетт (фр. Gare Part-Dieu) Шарпен — Шарль Эрню (Charpennes—Charles Hernu) Ла Дуа—Гастон Берже (La Doua—Gaston Berger)  | 9,57 км  | 29   | 28 минут | Alstom Citadis 302 | [ 11 ] [ 2 ] |
|              | 17 ноября 2012 | Гранж Бланш (Grange Blanche) Отель де Виль — Брон (Hôtel de ville—Bron) Де Тасиньи — Кюриаль (De Tassigny—Curial) Парк дю Шен (Parc du Chêne) Евроэкспо (Eurexpo) | 7 км     | 11   | 20 минут | Alstom Citadis 302 | [ 12 ] [ 2 ] |
|              | 22 ноября 2019 | Дебур (Debourg) Бовизаж — СИСЛ (Beauvisage-CISL) Мермоз — Пинель (Mermoz-Pinel) Деньетт (Desgnettes) Опито Эст — Пинель (Hôpitaux Est — Pinel) | 6,7 км   | 14   | 12 минут | Alstom Citadis 302 | [ 13 ] [ 2 ] |
|              | 1 февраля 2021 | Во-ан-Велен — Ла Суа (Vaulx-en-Velin-La Soie) Десин-Сантр (Décines Centre) Десин ОЛ Валле (Décines OL Vallée) | 6 км     | 4    | 10 минут | Alstom Citadis 302 | [ 14 ] [ 2 ] |
| Rhônexpresse | 9 августа 2010 | Гар Пар-Дьё —Виллетт (Gare Part-Dieu—Villette) Во-ан-Велен — Ла Суа (Vaulx-en-Velin La Soie) Мезьё Зон Индюстриель (Meyzieu Zone Industrielle) Аэропорт Лион-Сент-Экзюпери (Aéroport Lyon Saint-Exupéry) | 22 км    | 4    | 29 минут | Stadler Tango      | [ 15 ] [ 2 ] |

### Подвижной состав
Парк состоит из сочленённых низкопольных трамваев Alstom Citadis 302, построенных в первое десятилетие XXI века. По ветке T3 курсируют также сочленённые трамваи Alstom Citadis 402. Линия Ронэкспресс обслуживается трамваями Stadler Tango в особой красной ливрее.